# 鈴木孫六
鈴木 孫六（すずき まごろく、生没年不詳）は、戦国時代に活躍した雑賀衆の一人で雑賀鈴木氏の一族とされる。

## 概要
鈴木眞哉によると、鈴木孫六の名は『石山軍記』や『絵本太閤記』などの俗書や『紀伊国名所図会』などの郷土史料には現れるが、良質の史料では確認できないという。『根来寺焼討太田責細記』には同一人物を指すとみられる雑賀孫六の名が記載されている。
その事績については、石山本願寺に味方して織田信長の大軍に当たり、織田軍の兵を恐れさせたという話（『絵本太閤記』）や、天正10年（1582年）6月に織田配下の丹羽長秀らが鷺ノ森の本願寺を襲撃し、鈴木孫一らとともにそれを防いだという話がある（『石山軍記』）。鷺ノ森の戦いでは、孫六は右足を鉄砲で撃たれ負傷したとされ、本能寺の変の報を受け織田軍が退却すると、法敵が滅んだことを喜ぶ孫六は、鎧を着たまま足を引きずり舞を踊ったといい、これが後世に跈跛（ちんば）踊として伝わったとされている。なお、この鷺ノ森の戦いは実際にはなかったとされる。
また、慶応3年（1867年）に平井の蓮乗寺が寺社御役所に提出した「内存奉願上口上」の控えに、「鈴木孫市」の弟として孫六の名がある。それによると孫六の実子として権左衛門と常之丞の二人がおり、紀伊に徳川頼宣が入国した際、権左衛門が紀州徳川家に仕官したという。
幕末、会津藩に雑賀孫六郎（孫六）がおり、鈴木孫六の子孫とする見方がある。しかし、この孫六郎は藩士・一ノ瀬紀一郎が改名したもので、一ノ瀬（一瀬）氏は水戸藩に仕えた雑賀重次（鈴木重次）の子・重兵（しげたけ）の子孫と伝えられる。孫六郎は後に雑賀重村と名乗り、開拓使に入った。